# Centrophantes
Centrophantes, género de arañas araneomorfas de la familia Linyphiidae. Se las encuentra en el continente Europeo.

## Lista de especies
Según The World Spider Catalog 12.0:
- Centrophantes crosbyi (Fage & Kratochvíl, 1933)
- Centrophantes roeweri (Wiehle, 1961)